# Cătălin Cîmpeanu
Cătălin Cîmpeanu (né le 10 mars 1985) est un athlète roumain spécialiste du 100 m.

## Biographie
Il atteint la finale lors des Championnats d'Europe 2014 à Zurich. Son meilleur temps est de 10 s 27 obtenu le 14 juin 2015 à Bucarest.

## Palmarès
| Date | Compétition                    | Lieu       | Résultat | Épreuve   | Temps         |
| ---- | ------------------------------ | ---------- | -------- | --------- | ------------- |
| 2006 | Championnats d'Europe          | Göteborg   | 6e       | 4 × 400 m | 3 min 04 s 53 |
| 2007 | Championnats d'Europe en salle | Birmingham | 5e       | 4 × 400 m | 3 min 10 s 75 |
| 2014 | Championnats des Balkans       | Pitești    | 2e       | 400 m     | 10 s 35       |
| 2014 | Championnats des Balkans       | Pitești    | 1er      | 4 x 100 m | 40 s 09       |
| 2014 | Championnats d'Europe          | Zurich     | 7e       | 100 m     | 10 s 44       |
| 2015 | Championnats des Balkans       | Pitești    | 2e       | 100 m     | 10 s 37       |
| 2015 | Championnats des Balkans       | Pitești    | 2e       | 200 m     | 21 s 24       |
| 2015 | Championnats des Balkans       | Pitești    | 2e       | 4 x 100 m | 39 s 67       |

### Records
| Épreuve    | Performance | Lieu      | Date            |
| ---------- | ----------- | --------- | --------------- |
| 100 mètres | 10 s 27     | Bucarest  | 14 juin 2015    |
| 200 mètres | 20 s 81     | Bucarest  | 6 juin 2008     |
| 400 mètres | 46 s 17     | Barcelone | 27 juillet 2010 |